# Bodzanów (Mazovie)
Pour les articles homonymes, voir Bodzanów.
Bodzanów (prononciation : [bɔˈd͡zanuf]) est un village polonais de la gmina de Bodzanów dans le powiat de Płock de la voïvodie de Mazovie dans le centre-est de la Pologne.
Le village est le siège administratif (chef-lieu) de la gmina appelée gmina de Bodzanów.
Il se situe à environ 23 kilomètres à l'est de Płock (siège du powiat) et à 74 kilomètres au nord-ouest de Varsovie (capitale de la Pologne).
Le village compte approximativement une population de 1 300 habitants.

## Histoire
De 1975 à 1998, le village appartenait administrativement à la voïvodie de Płock.